# أولاد عبو (أولاد داحو)
أولاد عبو هو دُوَّار يقع بجماعة أولاد دحو، عمالة إنزكان آيت ملول، جهة سوس ماسة في المملكة المغربية. ينتمي الدوّار لمشيخة أولاد داحو التي تضم 14 دوار. يقدر عدد سكانه بـ 652 نسمة حسب الإحصاء الرسمي للسكان والسكنى لسنة 2004.

## روابط خارجية
- البوابة الوطنية للجماعات الترابية
- المندوبية السامية للتخطيط